# Uit liefde en respect... voor zoveel moois
Uit liefde en respect… voor zoveel moois is een studioalbum van Gerard Cox. Het is een hommage aan liedjesschrijver Jules de Corte. Het album verscheen in 1995, De Corte overleed in 1996. De liedjes werden uitgezocht en gearrangeerd door Koos Mark. De muziekproducent was Robert Long.

## Muziek
| Nr. | Titel                    | Duur |
| --- | ------------------------ | ---- |
| 1.  | Jan, Piet en Klaas       | 2:13 |
| 2.  | Blij toe                 | 2:11 |
| 3.  | Wat gemeen               | 2:53 |
| 4.  | Arme gezel               | 2:27 |
| 5.  | Honger en geweren        | 2:27 |
| 6.  | Hallo Helene             | 3:26 |
| 7.  | Liedje voor de winter    | 2:33 |
| 8.  | Greetje met de mandolien | 3:42 |
| 9.  | Moeder aarde             | 2:52 |
| 10. | Julltje van Pingelen     | 3:14 |
| 11. | De nieuwe tijd           | 2:45 |
| 12. | Voor wie zing je vogel   | 1:57 |
| 13. | Relativeren              | 2:25 |
| 14. | Piet Jansen en ik        | 4:20 |
| 15. | Nederland                | 3:26 |
| 16. | Mensen                   | 1:55 |